# تانتامانی
تانتامانی (مصری باستان: tnwt-jmn، نئوآسوری: tanṭammanē، یونانی باستان: Τεμένθης Teménthēs)، که با نام‌های تانوتامون یا تانوتوامانی نیز شناخته می‌شود، (درگذشته ۶۵۳ پیش از میلاد)، فرمانروای پادشاهی کوش واقع در شمال سودان و آخرین فرعون دودمان بیست و پنجم مصر بود.
نام سلطنتی (پرِنومن) او «باکاره» بود که به معنای «روح باشکوه رع» است.

## نسب شناسی
تانتامانی پسر شاه شاباکا و برادرزاده تهارقا، فرمانروای پیشین، بود. در برخی منابع مصرشناسی، او به عنوان پسر شبیتکو معرفی شده است.
منابع آشوری، تانتامانی را پسر شاباکا معرفی می‌کنند و از مادرش، قالهاتا، به عنوان خواهر تاهارقا یاد می‌کنند. برخی مصرشناسان متن آشوری را به این صورت تفسیر کرده‌اند که تانتامانی پسر شبیتکو بوده است، اما امروزه رایج‌تر است که او را پسر شاباکا بدانند.

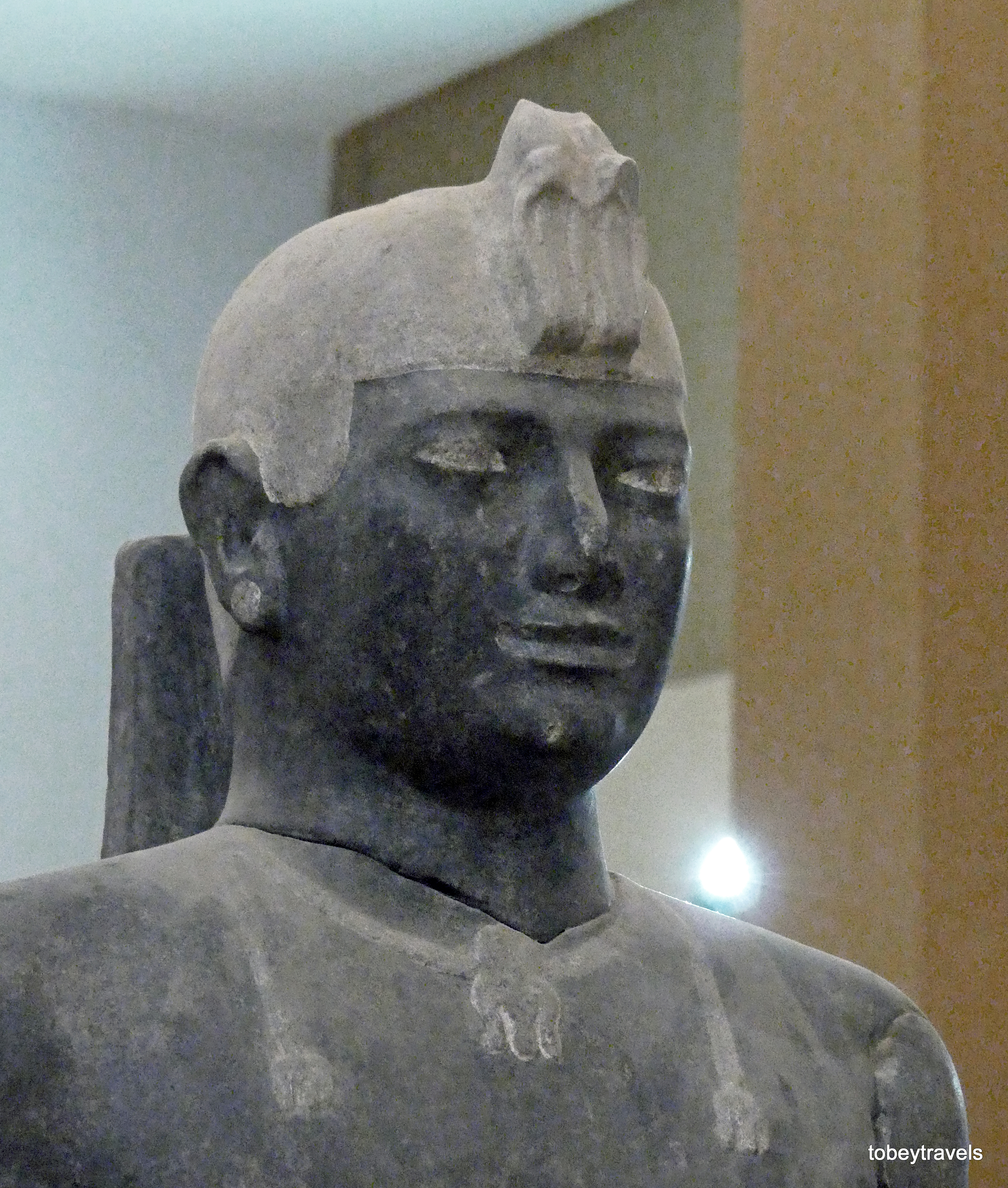
پرتره تانتامانی، موزه ملی سودان.

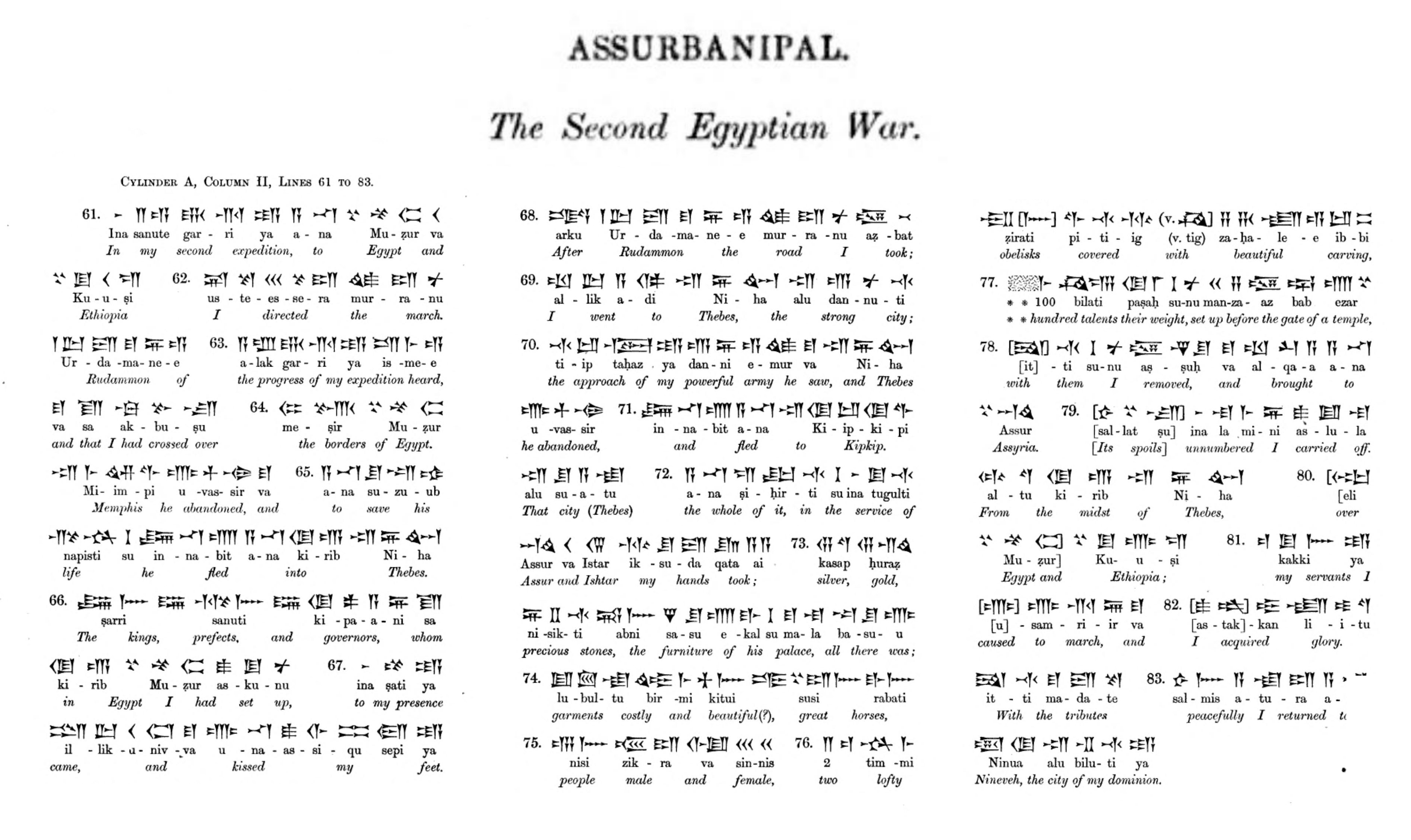
شرح آشوربانیپال از دومین لشکرکشی خود در مصر علیه تانتمانی («اوردامنی» / «رودامون»)، در استوانه رسام